# Heraclia mozambica
Heraclia mozambica är en fjärilsart som beskrevs av Paul Mabille 1890. Heraclia mozambica ingår i släktet Heraclia och familjen nattflyn. Inga underarter finns listade i Catalogue of Life.